# Фильмостат
Фильмостат (от англ. film + лат. statio — стояние, твёрдая позиция) — металлический шкаф или специальный контейнер для хранения рулонов (роликов) фильмов. В отличие от обычных контейнеров для хранения, фильмостат предназначен для увлажнения киноплёнки, увеличивающего её эластичность и долговечность.

## Устройство
Целью фильмостата является сохранение физико-механических свойств киноплёнки при длительном хранении. Для этого внутренний объём фильмостата защищают от изменения внешней температуры и поддерживают в нём определённые влажность (65-80 %) и химический состав атмосферы.
Для достижения этого стенки и перегородки фильмостата выполняют с применением теплоизоляционных материалов, дверцы уплотняют резиновой прокладкой, а снизу помещают поддон с так называемой гигростатной жидкостью. Для типичной современной киноплёнки на ацетатной основе применяется жидкость такого состава: 15 частей ацетона, 25 — глицерина и 60 — воды).
Перегородки имеют специальные отверстия, через которые пары жидкости распространяются по всему внутреннему пространству фильмостата и увлажняют киноплёнку, тем самым поддерживая (и даже восстанавливая) её эластичность, предохраняют от усадки.
Перед помещением в фильмостат киноплёнка наматывается на специальном станке (или на моталке с переключаемым усилием торможения, при минимальном установленном усилии), неплотно, дабы обеспечить доступ к ней паров гигростатной жидкости.

## Переносный фильмостат
Представляет собой металлическую коробку с двойным дном, причём перегородка между отсеками решётчатая, а за ней находится прокладка из поролона или войлока, пропитанная гигростатной жидкостью.